# Narycia
Narycia är ett släkte av fjärilar som beskrevs av Stephens 1836. Narycia ingår i familjen säckspinnare.

## Dottertaxa tillNarycia, i alfabetisk ordning[1][2]
- Narycia acharis
- Narycia acropolia
- Narycia adspersella
- Narycia antibatis
- Narycia apochroa
- Narycia arctodes
- Narycia astrella
- Narycia atrella
- Narycia basiferana
- Narycia berecynthia
- Narycia callista
- Narycia campylota
- Narycia carlotta
- Narycia cataphracta
- Narycia centropa
- Narycia certificata
- Narycia characota
- Narycia chlorocitra
- Narycia chrysopetala
- Narycia chrysura
- Narycia cineracea
- Narycia cirrhosticha
- Narycia citrocephala
- Narycia clathrella
- Narycia colocynthia
- Narycia commatica
- Narycia confluens
- Narycia copiosa
- Narycia crocodilitis
- Narycia crocotricha
- Narycia dicranota
- Narycia duplicella
- Narycia educta
- Narycia elegans
- Narycia ennomopis
- Narycia epibyrsa
- Narycia epichrysa
- Narycia epitricha
- Narycia epomias
- Narycia euctena
- Narycia eunomopis
- Narycia euscia
- Narycia euthygramma
- Narycia exalbida
- Narycia fumicoma
- Narycia galactodes
- Narycia galerita
- Narycia garrula
- Narycia gastromela
- Narycia hamalitha
- Narycia heliochares
- Narycia hemicalyptra
- Narycia herminata
- Narycia holozona
- Narycia hyalistis
- Narycia isoxantha
- Narycia lasiocola
- Narycia lasiomicra
- Narycia lechriotypa
- Narycia leuceres
- Narycia leucochroa
- Narycia marginepunctella
- Narycia marmarurga
- Narycia maschukella
- Narycia maurella
- Narycia melanarthra
- Narycia melanella
- Narycia melanospora
- Narycia metacentra
- Narycia microzona
- Narycia mixoscia
- Narycia monilifera
- Narycia myriospila
- Narycia negligat
- Narycia nemorivaga
- Narycia nephelocrana
- Narycia nephelodes
- Narycia nigricoma
- Narycia niphospila
- Narycia nubilosa
- Narycia obserata
- Narycia ochracea
- Narycia ostracophanes
- Narycia pelochroa
- Narycia peregrina
- Narycia petrodoxa
- Narycia phaeostola
- Narycia phaulodes
- Narycia photidias
- Narycia plana
- Narycia platyzona
- Narycia polymeres
- Narycia polystona
- Narycia prolidias
- Narycia prothyrodes
- Narycia pygmaea
- Narycia ranularis
- Narycia renovata
- Narycia reticulata
- Narycia retinochra
- Narycia saccharata
- Narycia scelerata
- Narycia sciombra
- Narycia sciomochla
- Narycia scotinopis
- Narycia semiota
- Narycia sequella
- Narycia siderella
- Narycia sinuosa
- Narycia stellaris
- Narycia stelliferella
- Narycia stenomochla
- Narycia strepsidoma
- Narycia subaenea
- Narycia terricola
- Narycia tetramochla
- Narycia thlipsias
- Narycia toxophragma
- Narycia toxoteuches
- Narycia transvaalicola
- Narycia trifasciana
- Narycia trizona
- Narycia xylonitis